# August Gimmerthal
August Christian Wilhelm Gimmerthal (* 16. August 1773 in Clingen; † 21. Februar 1840 in Sondershausen) war ein Lehrer und Zeitungsredakteur im Fürstentum Schwarzburg-Sondershausen.

## Leben
August Gimmerthal war der erste Sohn von Wilhelm Immanuel Christoph Gimmerthal (1740–1814), Kantor in Clingen und ab 1775 Pfarrer in Jecha, und seiner zweiten Ehefrau Johanna Maria Magdalena Christiana geb. Leubing (* 1747). Sein älterer Halbbruder war Benjamin Christoph Gimmerthal, Konsistorialrat und Oberpfarrer in Greußen.
Augusts jüngerer Bruder Johann Wilhelm Gimmerthal (* 24. Juni 1778 in Jecha; † 7. Oktober 1848 in Sondershausen) studierte Jura in Jena und Göttingen. Er wurde Regierungsrat in Sondershausen, dann auch Oberregierungs- und Oberkonsistorialrat.  Die Schwester Henriette Gimmerthal (* 15. März 1772; † 3. Oktober 1837) blieb unverheiratet.
August besuchte die Stadt- und Landschule in Sondershausen bei den Rektoren Gottfried Konrad Böttger und Friedrich Wilh. Joachim Gottschalck. 1792 begann er sein Theologiestudium an der Universität Jena, dort studierte er aber auch alte Sprachen und Philologie. Er gehörte zu den Unterstützern einer Petition vom 20. April 1799, in der die Jenaer Studenten den Verbleib Fichtes an der Universität forderten. Nach Beendigung seines Studiums erhielt er eine Hauslehrerstelle in Jena und nutzte weiter die Bildungsmöglichkeiten in der Universitätsstadt. Nach Beendigung seiner Tätigkeit als Hauslehrer kehrte er zurück nach Jecha und gab dort Privatunterricht.
1803 wurde Gimmerthal Konrektor an der Schule in Sondershausen; 1814 wurde er Nachfolger des verstorbenen Rektors Gottschalck. Nachdem die Stadt- und Landschule am 4. Mai 1829 in ein Humanistisches Gymnasium umgewandelt wurde, erhielt er die Stelle des ältesten Professors der Schule. 1835 wurde eine Klasse des Gymnasiums als „Realklasse“ eingerichtet und er erhielt neben seiner Professur das Direktorium über die Realklasse und die Bürgerschulen in Sondershausen, bis er 1836 aus gesundheitlichen Gründen um seine Versetzung in den Ruhestand bat.
Kurz nach seiner Zurruhesetzung erblindete er, erhielt sein Augenlicht zwar nach einer Operation zurück, verstarb dann aber kurz darauf.
Gimmerthal verehelichte sich am 24. November 1809 mit Charlotte Wilhelmine Pfaff aus Sondershausen. Die Tochter Henriette Louise Caroline heiratete 1838 den Lehrer Johann Gottfried Christian Wilhelm Carl Zange (1803–1882).

## Die ZeitungDer Teutsche

Der Teutsche mit Vorläufern und Nachfolgern

Gimmerthal gründete zusammen mit dem Buchdrucker Carl Fleck zum 1. Januar 1822 die Zeitschrift Der Teutsche. Politische Zeitschrift für Alle Stände; der Vertrieb lag bei Elkan Wolff. Vorbild war die Zeitschrift Teutonia, die der Verleger Voigt Ende 1813 in Sondershausen gegründet und zum Januar 1822 nach Nordhausen verkauft hatte. Anfang 1826 übernahm der Verleger Friedrich August Eupel den Teutschen; 1833 kaufte er auch die Teutonia in Nordhausen auf und vereinigte sie mit dem Teutschen. Gimmerthal fungierte von Anfang an bis kurz vor seinem Lebensende als Redakteur; anschließend hatte sein Schwiegersohn Zange die Redaktion bis 1857. Der Teutsche – ab 1850: Der Deutsche – erschien bis etwa 1942, zeitweise (1860 bis 1872 und ab 1894) mit dem amtlichen Regierungsblatt vereinigt.

## Nachweise
1. 1 2 3 4  laut Pfarrerbuch 1997, S. 163.
2. ↑  Todesangabe in Fürstlich Schwarzb. Regierungs- und Intelligenz-Blatt vom 28. März 1840, S. 102.
3. ↑  Ihm widmete August einen Nachruf in: Neuer Nekrolog der Deutschen 15. Jg., 1837. Weimar 1839, S. 393–396.
4. ↑  Kirchenliste in Fürstlich Schwarzb. Regierungs- und Intelligenz-Blatt vom 16. Dezember 1848, S. 550.
5. ↑  eingeschrieben als „Ioannes Guil. Gimmerthal“ am 25. April 1796 (Matrikel der Universität Jena 1764‒1801, S. 141r).
6. ↑  eingeschrieben als „Johann Wilhelm Gimmerthal“ am 23. Oktober 1797 (Die Matrikel der Georg-August-Universität zu Göttingen 1734–1837, S. 377).
7. ↑  Schwarzburg-Sondershäusischer Hof- und Address-Kalender auf das Jahr 1831, S. 35.
8. ↑  Fürstlich Schwarzb. Regierungs- und Intelligenz-Blatt vom 6. November 1837, S. 393.
9. ↑  Johann verehelichte sich 1799 mit Louise Johanne Elisabeth Mucke (1776–1847), Mutter einer unehelichen Tochter von Günther I. (1760–1837); die Eheleute lebten ab 1819 getrennt. (Jens Beger: Seitensprünge der Schwarzburger. In: Zeitschrift des Vereins für Thüringische Geschichte. Band 48, 1994, S. 47–67; hier S. 61.)
10. ↑  Todesanzeige in Fürstlich Schwarzb. Regierungs- und Intelligenz-Blatt vom 8. Oktober 1837, S. 343.
11. ↑  Lutze, Schulgeschichte 1905, S. 8f.
12. ↑  eingeschrieben als „Aug. Christian. Guil. Gimmerthal“ am 8. Mai 1792 (Matrikel der Universität Jena 1764‒1801, S. 117r.)
13. ↑  Dort unterschrieb er als „A. W. Gimmerthal“ (Karl Hase: Jenaisches Fichte-Büchlein. Leipzig 1856, S. 96).
14. ↑  Fürstlich Schwarzb. Regierungs- und Intelligenz-Blatt vom 27. März 1836, S. 103.
15. ↑  Pfarrerbuch 1997, S. 427; Heiratsangabe in Fürstlich Schwarzb. Regierungs- und Intelligenz-Blatt vom 11. August 1838, S. 268.
16. ↑  In Sondershausen tätig seit 1837; vgl. Lutze, Schulgeschichte 1905, S. 33.
17. ↑  Der Deutsche. Zeitung für Thüringen und den Harz vom 13. November 1913, Erinnerungsblatt.
18. ↑  Bekanntmachung in Regierungs- und Intelligenz-Blatt vom 1. Dezember 1821, S. 384; Ankündigung in Allgemeiner Anzeiger der Deutschen vom 5. Dezember 1821, Spalte 3594f.
19. ↑  Vgl. Voigts Werbung in Arnstädtische wöchentliche Anzeigen und Nachrichten vom 15. Januar 1814, S. 15.
20. ↑  Vgl. Irmischs Nachruf in Regierungs- und Nachrichtsblatt für das Fürstenthum Schwarzburg-Sondershausen vom 29. April 1875, S. 202.
21. ↑  Vgl. Eupels Rundschreiben vom Dezember 1836, 2. Seite.
22. ↑  Lutze, Aus Sondershausens Vergangenheit 1919, S. 29.
23. ↑  Vgl. Werbung im August 1849 mit November 1850 in Privilegirtes Arnstädtisches Regierungs- und Intelligenz-Blatt 1849, S. 282, bzw. Fürstlich Schwarzb. Regierungs- und Intelligenz-Blatt 1850, S. 484.
24. ↑  Der Artikel ist nicht namentlich gezeichnet; Karl Zange ist unter den Mitarbeitern des Jahrgangs aufgeführt (S. XXII).

| Personendaten    | Personendaten                                                    |
| ---------------- | ---------------------------------------------------------------- |
| NAME             | Gimmerthal, August                                               |
| ALTERNATIVNAMEN  | Gimmerthal, August Christian Wilhelm; Gimmerthal, August Wilhelm |
| KURZBESCHREIBUNG | deutscher Pädagoge und Zeitungsredakteur                         |
| GEBURTSDATUM     | 16. August 1773                                                  |
| GEBURTSORT       | Clingen                                                          |
| STERBEDATUM      | 21. Februar 1840                                                 |
| STERBEORT        | Sondershausen                                                    |